# Li Jian (chanteur)
Li Jian  est né le 23 septembre 1974, à Harbin en Chine, est un chanteur Chinois. Il a suivi des cours à l'Opéra de Pékin, dans la province du Heilongjiang durant sa scolarité.

## Débuts
C'est en  1994 à  l'Université Tsinghua dans le département d'ingénierie électronique, qu'il a commencé une  carrière de chanteur auteur-compositeur-interprète du style des chansons folkloriques. Il y fut remarqué pour son interprétation de "Shui Mu Nian Hua" en duo avec Yan Jie. Ce qui l'amena à participer au "Premier concours de chant du campus où il a remporté la première place.

## Carrière
En 2002, il entame sa carrière solo. À ce jour, il a produit huit albums. Il est bien connu pour sa chanson "Chuan Qi" (Légende) qui est devenue un énorme succès après que la diva chinoise Faye Wong l’ait interprétée lors du gala du printemps 2010.
En janvier 2015, Li Jian a participé à la saison 3 de la chanson "I Am a Singer" de la chaîne Hunan , en tant que premier chanteur suppléant, et a terminé deuxième, devant la célèbre chanteuse chinoise d'origine tibétaine, Han Hong. Le 14 août 2015, Jian fut sélectionné pour devenir le conseiller de l'équipe Na Ying sur The Voice of China (saison 4) , aux côtés de A-mei , GEM et JJ Lin .
En mars 2017, il est revenu dans la cinquième saison de "I Am a Singer" où il a terminé quatrième.
Entre juillet et octobre 2018, il a servi de mentor pour " 2018 China Good Voices "  (une version renommée de The Voice en Chine ) et il y a remporté le titre de tuteur du championnat.
À ce jour, il a produit huit albums. Il s'est rendu populaire avec la chanson "Chuan Qi" (Légende) qui est devenue un énorme succès après que l'actrice, une chanteuse de canto et de pop  Faye Wong l’ait interprétée lors du gala du printemps 2010.

## Discographie

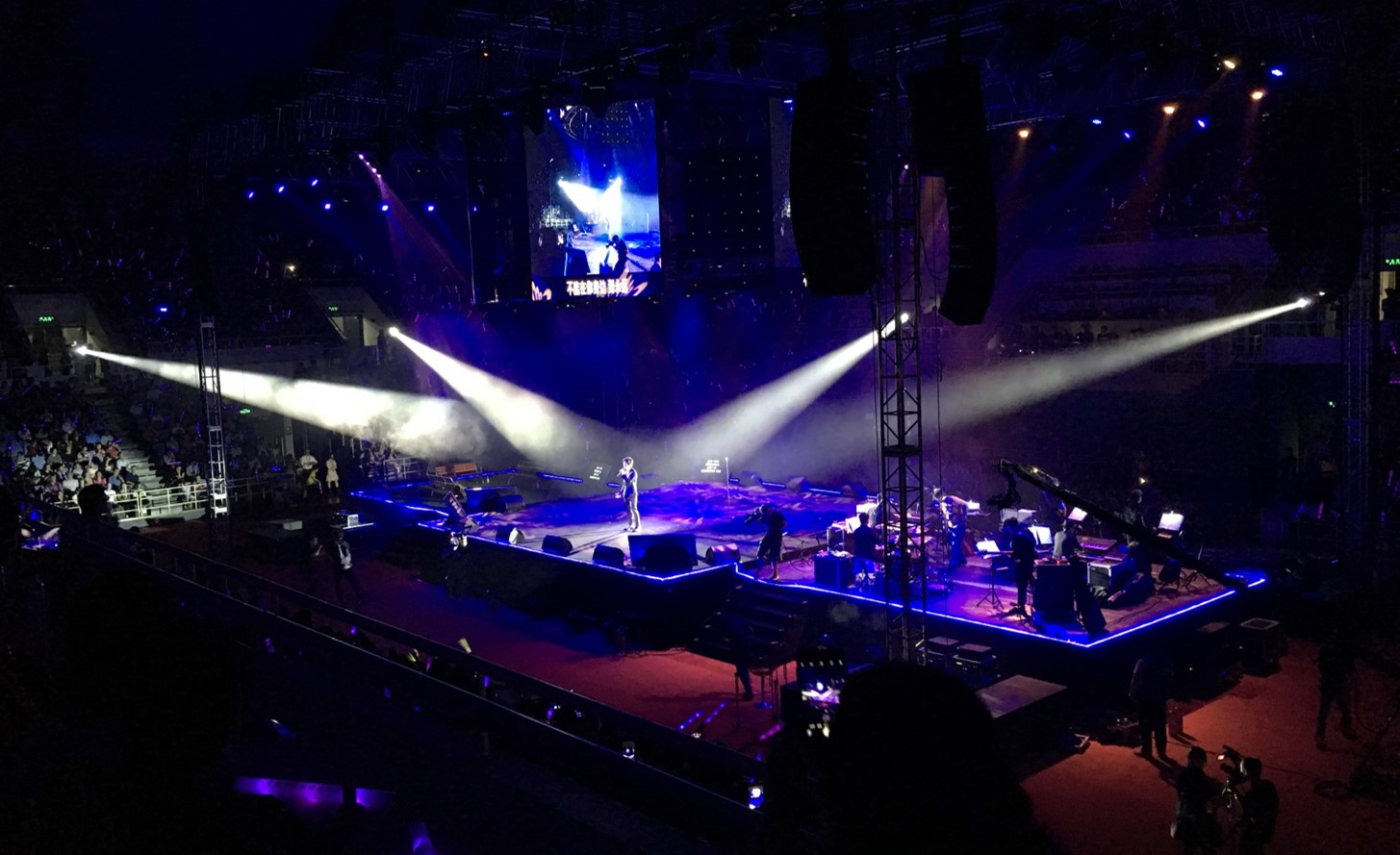
Li Jian en concert à l'université Tsinghua

| Album Name                | Release Date      |
| ------------------------- | ----------------- |
| Si Shui Liu Nian          | Septembre 2003    |
| Wei Ni Er Lai             | Janvier 2005      |
| Thinking of You           | Avril 2007        |
| Ji Mo Xing Kong • Jian Ge | Octobre 2008      |
| Music Mavericks           | 22 décembre 2009  |
| Yi Ran                    | 10 décembre 2011  |
| Shi Guang                 | 23 septembre 2013 |
| Li Jian                   | 11 août 2015      |

## "Je suis un chanteur"
Li Jian a participé en janvier 2015 à Singer (émission de télévision) :" Je suis un chanteur " organisé par Hunan Satellite TV 
| Saison | Première        | Finale        | Vainqueur | Finaliste          | Troisième            |
| ------ | --------------- | ------------- | --------- | ------------------ | -------------------- |
| 1      | 18 janvier 2013 | 12 avril 2013 | Yu Quan   | Terry Lin          | N/A                  |
| 2      | 3 janvier 2014  | 11 avril 2014 | Han Lei   | GEM                | N/A                  |
| 3      | 2 janvier 2015  | 3 avril 2015  | Han Hong  | Li Jian            | The One              |
| 4      | 15 janvier 2016 | 8 avril 2016  | Coco Lee  | Jeff Chang         | Hwang Chi-yeul       |
| 5      | 21 janvier 2017 | 22 avril 2017 | Sandy Lam | Dimash Kudaibergen | Jam Hsiao            |
| 6      | 12 janvier 2018 | 20 avril 2018 | Jessie J  | Hua Chenyu         | Wang Feng            |
| 7      | 11 janvier 2019 | 12 avril 2019 | Liu Huan  | Wu Tsing-Fong      | Super-vocal finalist |